# レナ・ルーサー
レナ・ルーサー（英: Lena Luthor）は、DCコミックスの出版するアメリカン・コミックス『スーパーマン』に登場する架空の人物。ジェリー・シーゲルとカート・シャッフェンバーガーによって創造され、1961年の"Superman's Girl Friend, Lois Lane #23"で初登場した。レックス・ルーサーの妹。

## ドラマ
ヤング・スーパーマン
演 - キャシディ・フリーマン/リー・バーク
SUPERGIRL/スーパーガール
演 - ケイティ・マクグラス

## アニメ
DCスーパーヒーロー・ガールズ (2015年-2018年 / 2019年-現在)
声 - ロミ・デイムス / カサンドラ・モリス、日本語吹替 - Lynn / 小倉唯